# 奉贤大学城
奉贤大学城，又称海湾大学城，位于中国上海市奉贤区海湾镇，有华东理工大学（奉贤校区）、上海师范大学（奉贤校区）、上海应用技术大学（奉贤校区）、上海商学院（海湾校区）、上海旅游高等专科学校、上海电子信息职业技术学院、上海欧华职业技术学院等院校入驻，师生约10万人。
奉贤大学城是上海唯一没有轨道交通的大学城园区，公交线路亦不发达，长期以来公共交通不便。奉贤区于2023年末开通公交海湾快线连接奉贤大学城与上海地铁5号线奉贤新城站。远期轨道交通连接大学城的方案也在研判中。